# Tape effect
Tape effect è un termine con il quale si intende qualsiasi rumore, voce o suono inserito all'interno di un brano musicale.
Ne è un esempio l'elicottero all'inizio del brano dei Pink Floyd The Happiest Days of Our Lives o il pullman nel brano Magical Mystery Tour dei Beatles.